# Lozen Saddle
Der Lozen Saddle (englisch; bulgarisch Лозенска седловина Losenska sedlowina) ist ein 437 m hoher Bergsattel auf der Livingston-Insel im Archipel der Südlichen Shetlandinseln. In den Tangra Mountains liegt er zwischen dem Losen-Nunatak und dem Zograf Peak.
Bulgarische Wissenschaftler kartierten ihn zwischen 2004 und 2005. Die bulgarische Kommission für Antarktische Geographische Namen benannte ihn 2005 in Verbindung mit dem Losen-Nunatak nach einem Kloster in Bulgarien.